# Teredorus stenofrons
Teredorus stenofrons är en insektsart som beskrevs av Hancock, J.L. 1907. Teredorus stenofrons ingår i släktet Teredorus och familjen torngräshoppor. Inga underarter finns listade i Catalogue of Life.